# Kravljak (Đulovac)
Kravljak is een plaats in de gemeente Đulovac in de Kroatische provincie Bjelovar-Bilogora. De plaats telt 36 inwoners (2001).